# Dīmītrios Adamou
Dīmītrios Adamou (in greco Δημήτριος Αδάμου?; Pyrsogiannī, 20 ottobre 1914 – 24 dicembre 1991) è stato un politico, giornalista e scrittore greco.

## Biografia
Partecipò alla resistenza greca nelle file del Esercito popolare greco di liberazione e alla guerra civile greca con l'esercito democratico greco. Al termine della guerra civile fu esiliato e abbandonò il paese. Nonostante l'esilio dal 1969 al 1974 è stato membro del Comitato Centrale del Partito Comunista di Grecia. Fece ritorno in Grecia solo nel 1974 con la fine della Dittatura dei colonnelli diventando membro della redazione e successivamente capo redattore del giornale ufficiale del KKE, "Rizospastis", carica che ricoprì fino al 1981. Come membro del Partito Comunista di Grecia, fu europarlamentare dal 1981 al 1987. Fu inoltre presidente della società degli scrittori greci dal 1989 al marzo 1991.